# Revolução marginalista
Revolução marginalista  é o nome que se deu ao surgimento, independente e (quase) simultâneo, por volta de 1870, de uma série de contribuições teóricas que fundamentariam uma nova abordagem da Economia - o marginalismo -, baseada na ideia de que o valor econômico resulta da utilidade marginal.
Essa mudança de abordagem - da economia política para ciência econômica - fundamenta-se sobretudo nas obras de Menger (1871), Jevons (1871) e Léon Walras (1874), e levou à formação das chamadas escola neoclássica e escola austríaca de economia.

## Histórico
A teoria moderna do valor começou com Adam Smith (1776), David Ricardo (1817) e vários outros autores que compõem o grupo da Escola Clássica de Economia.
Estes autores explicavam a formação dos preços, basicamente, pelos seus custos de produção. Se uma mercadoria "A" custava, para ser produzida, o dobro que a mercadoria "B", o preço de "A" seria duas vezes maior que o preço de "B".
Mas ficava evidente que essa análise era muito imperfeita. Como os custos dependem do volume de produção, e (na maioria dos casos) quando o volume de produção aumenta os custos caem, uma análise da teoria dos preços precisaria levar em consideração a demanda pelas mercadorias.
O estudo da demanda de um produto é relacionado com sua utilidade. Mas os economistas clássicos tinham uma certa dificuldade para lidar com o conceito de utilidade na formação dos preços. Criaram o paradoxo da água e do diamante: como a água, que é tão útil, é tão barata, e o diamante, de utilidade relativa, é tão caro? - perguntavam-se eles, sem obter resposta.

## A criação da Teoria da Utilidade Marginal
A criação do conceito de utilidade marginal, que floresceu no final do século XIX, veio trazer a resposta ao paradoxo e hoje é a base teórica da análise econômica da demanda.
O valor da utilidade marginal se define como sendo o valor, para o consumidor, representado por uma unidade adicional de alguma mercadoria.
Para exemplificar: para um consumidor que esteja com fome, a primeira fatia de pão tem uma utilidade enorme. Essa utilidade vai decrescendo à medida que se vai adicionando mais unidades. A décima fatia de pão já representará uma utilidade bem menor que a primeira. A trigésima fatia de pão terá uma utilidade quase nula e a centésima poderá até ter uma utilidade marginal negativa se causar, em nosso consumidor, uma indigestão.

## Os criadores do conceito de Utilidade Marginal
A análise da demanda se tornou possível pela teoria da utilidade, inventada primeiramente pelo funcionário público Hermann Heinrich Gossen (1810-1858) na Prússia em 1854, que criou, num raro e desconhecido livro em alemão, a "Segunda Lei de Gossman" ou a "Lei dos rendimentos Marginais Decrescentes". Seu trabalho, entretanto, foi desprezado por seus contemporâneos e permaneceu totalmente desconhecido até 1878. Na década de 1870 Carl Menger na Áustria (1871), Léon Walras na França (1874-77) e W. S. Jevons na Inglaterra (1871), quase que simultaneamente, recriaram de forma independente o conceito inicialmente descoberto por Gossen, que então foi amplamente divulgado.
Mais tarde Alfred Marshall, na Inglaterra, aprofundou essas análises em seu livro Principles of Economics (Princípios de Economia) - 1890 e passou a considerar que os preços são determinados simultaneamente por fatores de custos e de demanda. A análise de Marshall também reconhece as complexas interdependências que ocorrem num sistema de preços, com a demanda e a oferta de várias mercadorias interagindo e se afetando reciprocamente.